# Тед Грін
Тед Грін (англ. Ted Green; 23 березня 1940, Ерікдейл, Манітоба — 8 жовтня 2019) — канадський хокеїст, що грав на позиції захисника. Згодом — хокейний тренер.
Дворазовий володар Кубка Стенлі. Провів понад 600 матчів у Національній хокейній лізі.

## Ігрова кар'єра
Хокейну кар'єру розпочав 1956 року.
Протягом професійної клубної ігрової кар'єри, що тривала 21 років, захищав кольори команд «Бостон Брюїнс», «Нью-Інгленд Вейлерс» та «Вінніпег Джетс».
21 вересня 1969 під час матчу з «Сент-Луїс Блюз» нападник «блюзменів» Вейн Макі наніс у бійці ключкою черепно-мозкову травму. Журналісти цей епізод визнали одним із найбільш жорстоких нападів в історії ліги.
Загалом провів 651 матч у НХЛ, включаючи 31 гру плей-оф Кубка Стенлі.

## Тренерська робота
1983 року розпочав тренерську роботу в НХЛ. Працював з командами «Едмонтон Ойлерс» та «Нью-Йорк Рейнджерс».

## Нагороди та досягнення
- Володар Меморіальний кубка в складі «Св. Боніфатія Канадієнс» — 1959.
- Друга команда всіх зірок НХЛ — 1969.
- Учасник матчу усіх зірок НХЛ — 1965, 1969.
- Володар Кубка Стенлі в складі «Бостон Брюїнс», як гравець — 1970, 1972.
- Володар Кубка Авко (ВХА) — 1976, 1978.
- Володар Кубка Стенлі в складі «Едмонтон Ойлерс», як асистент головного тренера — 1984, 1985, 1987, 1988; як головний тренер — 1990.

## Смерть
Помер 8 жовтня 2019 року в Едмонтоні.

## Статистика
| Сезон        | Клуб                      | Ліга               | Регулярний сезон | Регулярний сезон | Регулярний сезон | Регулярний сезон | Регулярний сезон | Плей-оф | Плей-оф | Плей-оф | Плей-оф | Плей-оф |
| Сезон        | Клуб                      | Ліга               | І                | Г                | П                | О                | ШХ               | І       | Г       | П       | О       | ШХ      |
| ------------ | ------------------------- | ------------------ | ---------------- | ---------------- | ---------------- | ---------------- | ---------------- | ------- | ------- | ------- | ------- | ------- |
| 1956–57      | «Св. Боніфатія Канадієнс» | МЮХЛ               | 17               | 1                | 2                | 3                | 76               | 7       | 0       | 0       | 0       | 10      |
| 1957–58      | «Св. Боніфатія Канадієнс» | МЮХЛ               | 23               | 1                | 4                | 5                | 97               | 12      | 1       | 2       | 3       | 32      |
| 1957–58      | «Св. Боніфатія Канадієнс» | МК                 | —                | —                | —                | —                | —                | 11      | 2       | 3       | 5       | 38      |
| 1958–59      | «Св. Боніфатія Канадієнс» | МЮХЛ               | 25               | 5                | 11               | 16               | 120              | 9       | 1       | 5       | 6       | 32      |
| 1958–59      | «Вінніпег Брейвс»         | Меморіальний кубок | —                | —                | —                | —                | —                | 16      | 2       | 6       | 8       | 50      |
| 1958–59      | «Вінніпег Ворріорс»       | ЗХЛ                | 1                | 0                | 0                | 0                | 4                | —       | —       | —       | —       | —       |
| 1959–60      | «Вінніпег Ворріорс»       | ЗХЛ                | 70               | 8                | 20               | 28               | 109              | —       | —       | —       | —       | —       |
| 1960–61      | «Бостон Брюїнс»           | НХЛ                | 1                | 0                | 0                | 0                | 2                | —       | —       | —       | —       | —       |
| 1960–61      | «Кі́нгстон Фронтенакс»     | СПХЛ               | 11               | 1                | 5                | 6                | 30               | 5       | 1       | 0       | 1       | 2       |
| 1960–61      | «Вінніпег Ворріорс»       | ЗХЛ                | 57               | 1                | 18               | 19               | 127              | —       | —       | —       | —       | —       |
| 1961–62      | «Бостон Брюїнс»           | НХЛ                | 66               | 3                | 8                | 11               | 116              | —       | —       | —       | —       | —       |
| 1962–63      | «Бостон Брюїнс»           | НХЛ                | 70               | 1                | 11               | 12               | 117              | —       | —       | —       | —       | —       |
| 1963–64      | «Бостон Брюїнс»           | НХЛ                | 70               | 4                | 10               | 14               | 145              | —       | —       | —       | —       | —       |
| 1964–65      | «Бостон Брюїнс»           | НХЛ                | 70               | 8                | 27               | 35               | 156              | —       | —       | —       | —       | —       |
| 1965–66      | «Бостон Брюїнс»           | НХЛ                | 27               | 5                | 13               | 18               | 113              | —       | —       | —       | —       | —       |
| 1966–67      | «Бостон Брюїнс»           | НХЛ                | 47               | 6                | 10               | 16               | 67               | —       | —       | —       | —       | —       |
| 1967–68      | «Бостон Брюїнс»           | НХЛ                | 72               | 7                | 36               | 43               | 133              | 4       | 1       | 1       | 2       | 11      |
| 1968–69      | «Бостон Брюїнс»           | НХЛ                | 65               | 8                | 38               | 46               | 99               | 10      | 2       | 7       | 9       | 18      |
| 1970–71      | «Бостон Брюїнс»           | НХЛ                | 78               | 5                | 37               | 42               | 60               | 7       | 1       | 0       | 1       | 25      |
| 1971–72      | «Бостон Брюїнс»           | НХЛ                | 54               | 1                | 16               | 17               | 21               | 10      | 0       | 0       | 0       | 0       |
| 1972–73      | «Нью-Інгленд Вейлерс»     | ВХА                | 78               | 16               | 30               | 46               | 47               | 12      | 1       | 5       | 6       | 25      |
| 1973–74      | «Нью-Інгленд Вейлерс»     | ВХА                | 75               | 7                | 26               | 33               | 42               | 7       | 0       | 4       | 4       | 2       |
| 1974–75      | «Нью-Інгленд Вейлерс»     | ВХА                | 57               | 6                | 14               | 20               | 29               | 3       | 0       | 0       | 0       | 2       |
| 1975–76      | «Вінніпег Джетс»          | ВХА                | 79               | 5                | 23               | 28               | 73               | 11      | 0       | 2       | 2       | 16      |
| 1976–77      | «Вінніпег Джетс»          | ВХА                | 70               | 4                | 21               | 25               | 45               | 20      | 1       | 3       | 4       | 12      |
| 1977–78      | «Вінніпег Джетс»          | ВХА                | 73               | 4                | 22               | 26               | 52               | 8       | 0       | 2       | 2       | 2       |
| 1978–79      | «Вінніпег Джетс»          | ВХА                | 20               | 0                | 2                | 2                | 16               | —       | —       | —       | —       | —       |
| Усього в НХЛ | Усього в НХЛ              | Усього в НХЛ       | 620              | 48               | 206              | 254              | 1029             | 31      | 4       | 8       | 12      | 54      |
| Усього у ВХА | Усього у ВХА              | Усього у ВХА       | 452              | 42               | 138              | 180              | 304              | 61      | 2       | 16      | 18      | 57      |

## Тренерська статистика
| Команда | Сезон   | Регулярний сезон | Регулярний сезон | Регулярний сезон | Регулярний сезон | Регулярний сезон | Регулярний сезон | Плей-оф                      |
| Команда | Сезон   | І                | В                | П                | Н                | Pts              | Результат        | Результат                    |
| ------- | ------- | ---------------- | ---------------- | ---------------- | ---------------- | ---------------- | ---------------- | ---------------------------- |
| ЕДМ     | 1991–92 | 80               | 36               | 34               | 10               | 82               | 3-є в ДС         | програш у фіналі Конференції |
| ЕДМ     | 1992–93 | 84               | 26               | 50               | 8                | 60               | 5-е в ДС         | не вийшли                    |
| ЕДМ     | 1993–94 | 24               | 3                | 18               | 3                | (64)             | 6-е в ДС         | звільнений                   |
| Усього  | Усього  | 188              | 65               | 102              | 21               |                  |                  |                              |